# Slaapmutske Dry Hopped Lager
Slaapmutske Dry Hopped Lager is een Belgisch bier van lage gisting.
Het bier wordt gebrouwen in De Proefbrouwerij te Hijfte voor Brouwerij Slaapmutske.
Het is een blond stevig gehopt bier, type Dortmunder met een alcoholpercentage van 5,3%. Dit bier werd in 2007 voor het eerst gebrouwen en was bestemd voor de Spaanse markt en enkel op vat verkrijgbaar. Vanaf mei 2011 wordt dit bier ook op fles gelanceerd op de Belgische markt.